# Jacques Van Melkebeke
Jacques Van Melkebeke (Bruselas, Bélgica, 12 de diciembre de 1904-Bruselas, 8 de junio de 1983) fue un pintor, periodista, escritor y escritor de cómics belga.

## Biografía
Van Melkebeke fue amigo de la infancia de Edgar Pierre Jacobs y de Jacques Laudy. Pasó a los veinte años de edad a la pintura.
Amigo de Hergé, participó informalmente en el desarrollo de ciertos escenarios de Las aventuras de Tintín, agregando muchas referencias culturales. Le debemos la coescritura con Hergé de las piezas de teatro que desaparecieron de Señor Bullock para disparar y El misterio del diamante azul. Según informes, también contribuyó a algunos de los álbumes de Edgar P. Jacobs, aunque este último cuestionó este hecho. Su personalidad habría sido una de las fuentes de inspiración para Philip Mortimer. Durante la Ocupación alemana de Bélgica, Jacques Van Melkebeke fue el líder editorial de Le Soir Jeunesse, suplemento del diario Le Soir. Un artículo publicado en The New Journal le valió una condena por colaborar en 1945 (aunque publicó principalmente artículos culturales). Por la misma razón, Jacques Van Melkebeke no pudo conservar el puesto de editor jefe del Le Journal de Tintin, que Hergé le había encomendado. Esta sospecha de "incivismo" le impidió seguir una carrera regular en el periodismo (luego tomó el seudónimo de Jacques Alexander). Jacques Van Melkebeke es considerado como el "hombre de la sombra" del cómic franco-belga, tan poco conocido como que su influencia fue grande alguna vez.
En 1954, Van Melkebeke le sugirió a Hergé la idea de ubicar a Tintín en el Tíbet (1958–1960) en esa ubicación, posiblemente influido por el hecho de que él había establecido la obra Desaparición del Sr. Boullock allí.
A modo de broma, Van Melkebeke escribió una vez una carta falsa a la revista Le journal de Tintin en la que pedía que se eliminara un insulto que el Capitán Haddock usaba la palabra neumotórax. (Un neumotórax es una emergencia médica causada por el colapso del pulmón dentro del tórax). La carta fue supuestamente de un padre cuyo hijo era un gran fanático de Tintín y también un enfermo de tuberculosis que había sufrido un colapso pulmonar. Según la carta, el niño quedó devastado porque su cómic favorito se burló de su propia condición. Hergé escribió una disculpa y quitó la palabra del cómic.
Van Melkebeke pasó sus últimos años en el campo de la pintura.

## Apariciones enLas aventuras de Tintín
Cuando Hergé comenzó a trabajar con colaboradores como Jacobs, él anunciaría sus contribuciones al cómic haciéndolos aparecer en sus álbumes. Van Melkebeke aparece en historias de Tintín como:
- Tintín en el Congo (1946, versión en color) - página 1, viñeta 1, era uno de los periodistas que cubrían la noticia de que Tintín marchaba hacía el África.
- El cetro de Ottokar (1947) - página 59, viñeta 6, cuando Tintín está a punto de ser nombrado caballero de la Orden del Pelícano de Oro.
- El secreto del unicornio (1943) - página 2, viñeta 14, cuando una persona reclamaba que le habían robado su maleta.
- Las 7 bolas de cristal (1948) - página 57, viñeta 2, está en el fondo de la escena cuando el General Alcázar está subiendo al barco de vapor en el puerto de Saint-Nazaire, donde regresaba a su país.